# تمپه پیگوت
تمپه پیگوت (انگلیسی: Tempe Pigott؛ ۲ فوریه ۱۸۶۹ – ۶ اکتبر ۱۹۶۲) یک هنرپیشه اهل انگلستان بود.
از فیلم‌ها یا برنامه‌های تلویزیونی که وی در آن نقش داشته است می‌توان به آدم‌کشی‌های کوچه بزرگ، اتود در قرمز لاکی، بکی شارپ، طمع، سواران، دکتر جکیل و آقای هاید، عروس فرانکنشتاین، پیرامون اسارت بشری، گوژپشت نتردام، جین ایر، اکنون، ای مسافر، داستان دو شهر، جنون آمریکایی و فرشته سپید اشاره کرد.